# Метод GeWorko
Метод GeWorko (GeWorko method) — метод составления синтетических финансовых инструментов[1][2] на основе набора простых активов; валют, акций, товарных фьючерсов и т. п. Отличительная особенность метода — способ выражения стоимости базового актива, или портфеля, через стоимость котируемого актива, или портфеля активов на основе отношения их цен. Метод GeWorko расширяет модель валютного кросс-курса на произвольные активы и портфели активов.
Результатом применения метода является персональный композитный инструмент (PCI), который имеет сформированные исторические котировки и может быть объектом операции покупки/продажи в соответствии с выбранным объёмом. Набор торговых стратегий, которые могут быть реализованы при помощи PCI, включает в себя, но не ограничивается парной арбитражной торговлей, спредовой торговлей и портфельными инвестициями. Состав и структура персонального инструмента определяется пользователем непосредственно внутри торгового терминала, предоставляющего опцию создания композитных инструментов — например торговая платформа NetTradeX. Метод GeWorko[3] выражает индивидуальный подход клиента к анализу финансовых рынков, так как позволяет сравнивать ценность активов и групп активов, прогнозировать относительные темпы развития отраслей и компаний на основе персонального фундаментального взгляда на рынки.